# Józef Gawlas
Józef Gawlas (ur. 19 marca 1944 w Żywcu, zm. 2 stycznia 1991) – polski działacz partyjny, wieloletni naczelnik Żywca.

## Życiorys
Syn ślusarza i gospodyni domowej. W 1958 ukończył szkołę podstawową w Żywcu, a w 1962 szkołę zawodową, gdzie uzyskał fach tokarza. W 1966 został absolwentem żywieckiego Technikum Mechanicznego; w latach 1966-1970 pracował w tymże Technikum jako główny technolog. W latach 1970–1972 pracował jako sekretarz Prezydium MRN w Żywcu. W międzyczasie (lata 1968-1973) studiował na Politechnice Śląskiej. Od 1972 pełnił funkcję I sekretarza KZ PZPR w żywieckiej fabryce śrub. 
W lipcu 1976 został naczelnikiem Żywca. Funkcję tę pełnił przez następne 13 lat; za jego kierownictwa rozpoczęto budowę obwodnic miasta w kierunku Zwardonia i Krakowa (dzisiejsze al. Piłsudskiego i ul. Armii Krajowej). Wówczas zbudowano także m.in. Amfiteatr Pod Grojcem, przejście podziemne przy stacji kolejowej, most na Sole i kładkę na Koszarawie. W 1990 przeszedł na rentę, w 1991 zmarł. Pochowany w Żywcu. 
W latach 1960–1970 był członkiem i aktywnym działaczem ZMS. Od 1963 w PZPR, gdzie członkował w plenum żywieckich komitetów powiatowego oraz miejskiego. 

## Odznaczenia
- Krzyż Kawalerski Orderu Odrodzenia Polski[1]
- Złoty, Srebrny i Brązowy Krzyże Zasługi[1]
- Medal "Za Zasługi dla Miasta Żywca"[1]
- Odznaka "Za Zasługi dla Województwa Bielskiego"[1]
- Odznaka "Za Zasługi dla Województwa Krakowskiego"[1]
- Medal im. Henryka Jordana[1]
- Odznaka 1000-lecia Państwa Polskiego[1]